# Blumenthaler SV
Der Blumenthaler SV (offiziell: Blumenthaler Sportverein von 1919 e. V.) ist ein im Jahr 1919 gegründeter Fußballverein aus Blumenthal, dem nördlichsten Stadtteil von Bremen. Die Vereinsfarben sind Blau und Rot. Seine erste Männerfußballmannschaft spielt in der fünftklassigen Bremen-Liga. Spielstätte ist das Burgwall-Stadion. Während des Dritten Reichs nannte sich der Verein ASV Blumenthal, das Kürzel stand für Allgemeiner Sportverein.
Der Verein nahm einmal an der deutschen Meisterschaft des Arbeiter-Turn- und Sportbundes und dreimal an der deutschen Meisterschaft der Amateure teil. Siebenmal qualifizierten sich die Blumenthaler für den DFB-Pokal bzw. Tschammerpokal. Als ASV Blumenthal spielte der Verein acht Jahre lang in der seinerzeit erstklassigen Gauliga Niedersachsen bzw. Weser-Ems. Darüber hinaus konnte der Blumenthaler SV elf Landesmeistertitel und acht Landespokaltitel erringen. 
Neben der Bremen-Liga Mannschaft ist der Verein für seine erfolgreiche Alte-Herren, welche mehrfach die inoffizielle deutsche Meisterschaft gewinnen konnte, und die erfolgreiche Jugendarbeit bekannt. Im Jahr 2022 und 2024 konnten die Blumenthaler B-Junioren den Bremer Landespokal gewinnen, im Jahr 2023 stiegen die Blumenthaler B-Junioren in die B-Junioren Bundesliga auf. Die A-Junioren stiegen im Jahr 2024 in die DFB-Nachwuchsliga auf.

## Geschichte

### Von der Gründung zum Verbot (1912–1933)
Obwohl das Jahr 1919 als Gründungsjahr des Vereins gilt, reichen die Wurzeln des Blumenthaler SV zurück bis ins Jahr 1912. Damals gründeten einige Schüler den Verein Spiel und Sport Blumenthal, aus dem wenige Wochen später der Blumenthaler FV wurde. Dieser ließ sich am Sportplatz am Forsthaus nieder. Nach dem Ersten Weltkrieg kam es zur Spaltung des Vereins. Auf der Mitgliederversammlung am 30. Mai 1919 kam es zum Streit zwischen den proletarisch gesinnten und den bürgerlichen Vereinsmitgliedern. Die Proletarier wollten dem SPD-nahen Arbeiter-Turn- und Sportbund (ATSB) beitreten, während die andere Seite im DFB verbleiben wollte. Am 16. Juni 1919 gründeten die Arbeiter den Blumenthaler SV, der dem ATSB beitrat. Die verbliebenen Mitglieder des Blumenthaler FV fusionierten noch im Jahr 1919 mit dem Vegesacker SV zur SpVgg Vegesack-Blumenthal, aus der nach dem Zweiten Weltkrieg die SG Aumund-Vegesack wurde.
Während der 1920er Jahre erwarb sich der Blumenthaler SV wegen seiner Heimstärke den Namen der „Forsthaus-Elf“. Die Anhängerschaft rekrutierte sich vornehmlich unter den Arbeitern der Bremer Vulkan-Werft und der Bremer Woll-Kämmerei. Sportlich schloss die Mannschaft schnell zu den führenden Teams der Region auf. Sportlicher Höhepunkt war die Saison 1931/32, als die Blumenthaler zunächst gegen eine Mannschaft aus Hildesheim die Kreismeisterschaft gewann. Damit für die deutsche Arbeitermeisterschaft qualifiziert, drang die „Forsthaus-Elf“ über die Stationen FTSV Kiel-Ost und Spielverein Oberkaufungen in das Halbfinale vor. Dort scheiterten die Blumenthaler mit 1:4 am späteren Meister TSV Nürnberg-Ost.
Ein Jahr später übernahmen die Nationalsozialisten die Macht im Deutschen Reich und verboten die Arbeitersportbewegung. Da es im Norden von Bremen keinen bürgerlichen Verein gab, der die sportliche Position hätte übernehmen können, kam es zur ungeplanten Rettung des BSV. Diese Rettung war allerdings an drei Bedingungen geknüpft: Der Verein musste zum DFB wechseln, seinen Namen ändern und in der Kreisklasse neu beginnen. Durch einen vergleichbaren Vorgang wurde wenige Kilometer weserabwärts aus dem ATV Bremerhaven der Verein Bremerhaven 93.

### Der ASV Blumenthal (1933–1947)
Trotz der Rückstufung blieb die „Forsthaus-Elf“ zusammen und erreichte 1936 nach zwei Aufstiegen in Folge die zweitklassige Fußball-Bezirksklasse Bremen. Dort sicherte sich die Mannschaft 1937 die Bezirksmeisterschaft, scheiterte aber in der Aufstiegsrunde zur Gauliga Niedersachsen am VfL Osnabrück. Kurze Zeit später wurden Borussia Harburg und Wilhelmsburg 09 in die Gauliga Nordmark versetzt und eine zusätzliche Qualifikationsrunde angesetzt. Nach einem 5:0-Sieg über den 1. SC Göttingen 05 machte der ASV den Gaugligaaufstieg perfekt. Trotz einer 0:12-Niederlage bei Hannover 96 schafften die Blumenthaler problemlos den Klassenerhalt.
Ein Jahr später schien die Mannschaft schon abgestiegen zu sein, als sie aus den letzten vier Saisonspielen noch sieben Punkte holte und damit den Klassenerhalt schaffte. Im Jahre 1940 sorgte die „Forsthaus-Elf“ im Tschammerpokal, dem Vorgänger des heutigen DFB-Pokals für Furore, als sie in der ersten Runde den Hamburger SV mit 3:1 besiegte. Das Aus kam eine Runde später nach einem deutlichen 0:5 beim Dresdner SC. Zwei Jahre später verblieb der ASV nur dank der Auflösung der Gauliga Niedersachsen erstklassig. Während der Saison gab es ein 0:14 bei Wilhelmshaven 05. In der Saison 1942/43 gab es in der nunmehr Gauliga Weser-Ems gar ein 0:25 beim gleichen Gegner. Ein Jahr später sicherten sich die Blumenthaler die Vizemeisterschaft. Nach Kriegsende wurde der ASV 1946 Bremer Vizemeister hinter dem SV Werder, der im Saisonverlauf mit 3:0 besiegt werden konnte. Nach der Saison 1946/47 nahm der Verein wieder den traditionellen Namen Blumenthaler SV an.

### Meisterschaften ohne Aufstiege (1947–1974)
Ab 1947 spielte der BSV in der höchsten Bremer Amateurliga. Zwar gehörte die Mannschaft zu den Spitzenvereinen der Liga, scheiterte aber regelmäßig in der Aufstiegsrunde zur Ober- bzw. Regionalliga Nord. Im Jahre 1950 sicherte sich die „Forsthaus-Elf“ die erste Bremer Meisterschaft, scheiterte aber nach Niederlagen beim TSV Goslar 08 und gegen Altona 93 in der Aufstiegsrunde. Ein Jahr später war die Mannschaft nach zwei Auftaktniederlagen schon frühzeitig aus dem Aufstiegsrennen.
Zwischenzeitlich ins Burgwall-Stadion umgezogen, konnte der BSV nach der dritten Meisterschaft 1952 die einzigen Aufstiegsrundenpunkte im bedeutungslosen letzten Spiel gegen den VfB Oldenburg erringen. Nach einigen bescheidenen Jahren im Mittelfeld der Tabelle langte es 1959 zur vierten Bremer Meisterschaft. Erneut wurde in der Aufstiegsrunde der Sprung in die Oberliga verpasst. Drei Jahre später wurde mit Erich Hänel ein renommierter Trainer verpflichtet, der seine Mannschaft 1964 zur fünften Meisterschaft führte. In der Aufstiegsrunde blieb der BSV ohne Punktgewinn. Zur folgenden Spielzeit leistete sich der Verein zahlreiche hochkarätige und teure Neuzugänge, doch am Saisonende wurden die Blumenthaler nur Vizemeister. Es folgten weitere Jahre im Mittelmaß, ehe ab 1969 unter Trainer Wolfgang Bolz wieder verstärkt auf den eigenen Nachwuchs gesetzt wurde.
Drei Jahre später holte der BSV Meisterschaft Nummer sechs und verpasste durch ein 3:3 am letzten Spieltag der Aufstiegsrunde gegen Schleswig 06 den Klassensprung. Ein Jahr später zogen die Blumenthaler in der Aufstiegsrunde gegen den VfL Pinneberg den Kürzeren. 1974 wurde die drittklassige Oberliga Nord eingeführt, für die sich der Bremer Meister automatisch qualifizieren sollte. Am letzten Spieltag kam es zum Showdown zwischen Tabellenführer Bremer SV und dem mit einem Punkt Rückstand auf Rang zwei platzierten Blumenthaler SV. Die Blumenthaler gewannen vor 8.000 Zuschauern mit 3:0 und zogen direkt in die Oberliga ein, während der Bremer SV sich über eine Relegation ebenfalls qualifizierte.

### Zwischen Ober- und Verbandsliga (1974–1993)
Erfolgreich starteten die Blumenthaler in die Oberliga Nord. In der Saison 1974/75 erreichte die Mannschaft den siebten Platz, ein Jahr später reichte es für Platz acht. Parallel dazu trat der BSV mehrfach im DFB-Pokal in Erscheinung. 1974 verlor die Mannschaft in der ersten Runde vor 6.000 Zuschauern gegen den MSV Duisburg mit 1:3. Ein Jahr später besiegten die Blumenthaler zunächst Hertha Zehlendorf mit 1:0 und verloren anschließend in Runde zwei vor 5.000 Zuschauern mit 1:5 gegen den 1. FC Kaiserslautern. Im Jahre 1977 kam es in der ersten Runde zum Derby gegen Werder Bremen, der vor 5.500 Zuschauern mit 5:1 gewinnen konnte. In der Oberligasaison 1976/77 wurde der BSV hingegen Drittletzter. Da mit dem VfL Wolfsburg und Göttingen 05 zwei Nordvereine aus der 2. Bundesliga abstiegen und mit Bremerhaven 93 nur ein norddeutscher Verein dorthin aufstieg mussten die Blumenthaler runter in die Verbandsliga Bremen.
In der folgenden Spielzeit verlor der BSV zunächst in der ersten DFB-Pokalrunde mit 1:2 nach Verlängerung bei den Amateuren von Fortuna Düsseldorf und verpasste nach einer 2:3-Niederlage beim VfB Lehe die Meisterschaft. Diese wurde ein Jahr später mit einer stark verjüngten Mannschaft geholt, ehe nach einem 1:1 beim direkten Konkurrenten VfR Neumünster sogar der Wiederaufstieg in die Oberliga gelang. Dort war die Mannschaft in der Saison 1979/80 jedoch überfordert und belegte ab dem 13. Spieltag den letzten Tabellenplatz.
Ein großes Unglück traf den Blumenthaler SV am 2. Juli 1979, als seine Geschäftsstelle und das Vereinslokal komplett abbrannten.
Sportlich wie finanziell brachen in Blumenthal schwierige Zeiten an. 1983 rettete eine Spendenaktion den Verein vor dem Konkurs. Fünf Jahre später führte der Trainer Horst Blankenburg die A-Jugend des BSV in die Junioren-Oberliga Nord. Ein Jahr später rückten zahlreiche Talente in die erste Mannschaft auf. Diese sicherte sich 1989 die zehnte Bremer Meisterschaft. In der Aufstiegsrunde verlor die Mannschaft jedoch die abschließenden zwei Spiele und blieb viertklassig. Ein Jahr später reichte es nur zur Vizemeisterschaft hinter OT Bremen. Es folgte eine sportliche Talfahrt, die 1993 zum Abstieg aus der Verbandsliga Bremen führte.

### Fahrstuhlära (1993–2005)
In der Saison 1993/94 stieg die Mannschaft in die Bezirksliga ab. Nach drei Aufstiegen in Folge erreichte der BSV 1997 die viertklassige Oberliga Niedersachsen/Bremen und stieg als Tabellenletzter sofort wieder bis 2002 in der Bezirksliga ab. Seit 2005 gehört der BSV nach zwei Aufstiegen in Folge wieder der Bremen-Liga an.

### Zwischen Erfolg und Mittelfeld (seit 2005)
2006 gewann die 1. Mannschaft das 18. LOTTO-Masters um den Haake Beck-Cup (heute: LOTTO-Masters um den Sparkasse Bremen-Cup), die inoffizielle Bremer Hallenmeisterschaft in der heutigen Bremer ÖVB-Arena gegen Werder Bremens U23. 2015 konnte das heutige LOTTO-Masters erneut gewonnen werden. Dieses Mal wurde im Finale der Konkurrent Bremer SV geschlagen.
In den Jahren 2014, 2016, 2018 und 2020 wurde der Einzug in den DFB-Pokal verpasst, nachdem die Blumenthaler die Endspiele um den Lotto Pokal verloren. Bei den ersten beiden Endspielen gewann der Bremer SV mit 1:0 bzw. 3:0, während 2018 der BSC Hastedt mit 3:0 die Oberhand behielt. 2020 scheiterte der Blumenthaler SV nach einem 2:2-Remis in der regulären Spielzeit erst im Elfmeterschießen mit 4:5 am Bremer Meister und Regionalligaaufsteiger FC Oberneuland.

## Erfolge
- Halbfinalist der Deutschen ATSB-Meisterschaft: 1932
- Teilnahme am DFB-Pokal bzw. Tschammerpokal: 1939, 1940, 1974/75, 1975/76, 1977/78, 1978/79, 1980/81
- Teilnahme an der Deutschen Amateurmeisterschaft: 1955, 1965, 1974, 1976
- Bremer Meister: 1950, 1951, 1952, 1959, 1964, 1972, 1973, 1974, 1979, 1989, 1997
- Bremer Pokalsieger: 1953, 1960, 1963, 1965, 1970, 1974, 1977, 1978,
- Teilnahme am DFB-Jugend-Kicker-Pokal: 1999/2000
- Aufstieg in die Junioren-Bundesliga: 2023
- Aufstieg in die DFB-Nachwuchsliga: 2024

## Jugendmannschaften
Der Blumenthaler SV ist im Bremer Amateur-Fußball, aber auch über die Bremer Landesgrenzen hinaus für seine Jugendarbeit bekannt. Vom „Burgwall“ gingen in den letzten Jahrzehnten zum Beispiel dem gambischen Flüchtling Ousman Manneh sowie mit Sören Seidel zwei Spieler des SV Werder Bremen hervor. Weitere bekannte Namen aus der Blumenthaler Jugendabteilung sind die der SC-Freiburg-Profi Lucas Höler und der langjährige Jugendtrainer Michél Kniat, welcher die Profimannschaft von Arminia Bielefeld trainiert. Im Januar 2021 unterschrieb ebenfalls Kebba Badjie einen Profivertrag bei Werder Bremen, der Gambier spielte für die Blumenthaler U19 in der Regionalliga Nord.

### A-Jugend
2011 gelang der A-Jugend der Aufstieg in die Regionalliga Nord und in der Folgesaison erstmals der Klassenerhalt in der zweithöchsten deutschen Jugendspielklasse. Dort spielten die A-Junioren bis zur Saison 2017/18. In der Saison 2019/20 und Saison 2021/22 verpassten die 1. A-Junioren den Wiederaufstieg in die Regionalliga nur knapp. In der Saison 2022/23 konnten die A-Junioren vom Burgwall den Aufstieg in die Regionalliga realisieren. Als Ziel gab Cheftrainer und Vorsitzender Peter Moussalli dort den direkten Durchmarsch in die A-Junioren Bundesliga an. Der direkte Durchmarsch wurde zwar denkbar knapp verpasst. In der folgenden Saison konnten die Blumenthaler dann in die neugegründete DFB-Nachwuchsliga aufsteigen, welche die Junioren-Bundesligen ab der Saison 2024/25 ersetzte. 

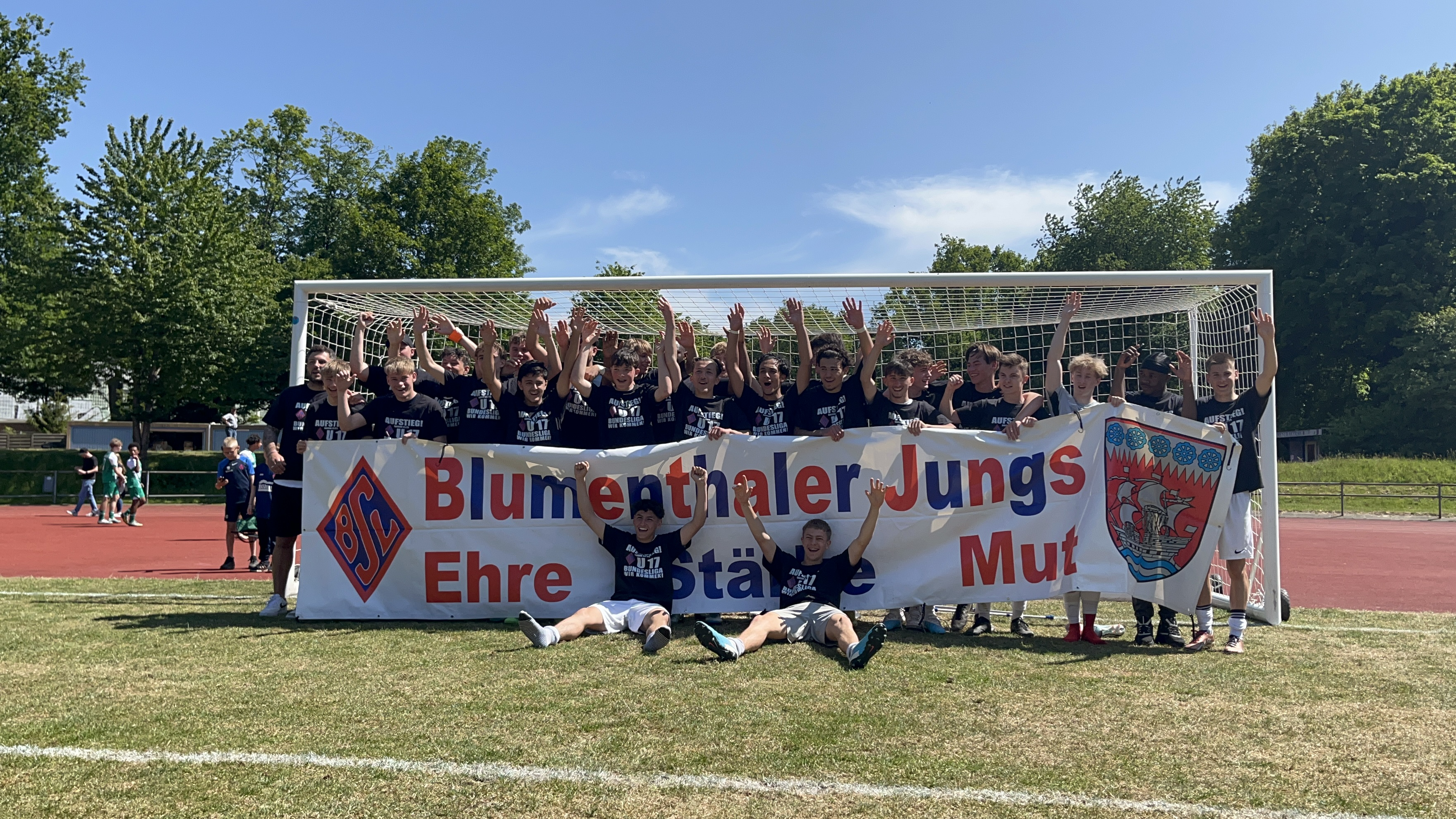
Die U17 des Blumenthaler SV nach dem Aufstieg in die Bundesliga

### B-Jugend
2010 stieg die B-Jugend in die Regionalliga Nord auf. Die B-Junioren stiegen nach nur einer Saison aus der Regionalliga Nord ab, ehe 2014 der erneute Aufstieg gelang und 2015 der direkte Wiederabstieg folgte. In der Saison 2020/21 spielen die 1. B-Junioren in der Bremer Verbandsliga und belegte nach 6 Spielen, gemäß Quotienten-Regelung den ersten Platz und wurde vom Bremer FV zum Meister gekürt. Nachdem der Mannschaft, seitens des Norddeutschen Fußball-Verbandes, der Aufstieg verwehrt blieb prüft der Blumenthaler SV rechtliche Mittel. Die Blumenthaler B-Jugend ist neben dem SC Borgfeld und SV Werder Bremen einer von drei Landespokalsiegern im Bremer Fußball-Verband, auf dem Weg ins Finale wurden mehrere Regionalligisten mit furiosen Vorstellungen aus dem Wettbewerb geworden. Außerdem konnte man sich ungefährdet den Aufstieg in die Regionalliga sichern, alleine in den ersten zwölf Spielen konnte das Team über einhundert Tore erzielen und bekam lediglich drei Gegentreffer in der dritthöchsten Liga. In der Saison 2022/23 konnten die Jungs vom Burgwall den Aufstieg die B-Junioren Bundesliga machen und hinter dem VfL Wolfsburg Vizemeister in der zweithöchsten deutschen Spielklasse werden. In der Regionalliga Nord setzte man sich vor etlichen U16-Mannschaften aus der 1. & 2. Bundesliga, aber auch vor den U17-Mannschaften von u. a. Holstein Kiel und dem VfL Osnabrück durch. Am 5. August 2023 fand vor über 600 Zuschauern die erste Bundesliga Partie im Burgwall-Stadion statt, zuvor gaben Bremen Next und buten un binnen den Spielern den Spitznamen BurgwallBoys.

### C-Jugend
Auch den C-Junioren gelang der Aufstieg in die Regionalliga Nord, dort spielten die Blumenthaler Jungs in der Saison 2013/14 sowie seit Sommer 2019, nachdem der Aufstieg erneut realisiert werden konnte. Bis zum Abbruch der Saison aufgrund der Corona-Pandemie überraschte die Mannschaft von Vereinspräsident und Cheftrainer Peter Moussalli in der höchsten deutschen Spielklasse, so dass nach Errechnung des Punktequotienten als Tabellenvierter der ungefährdete Klassenerhalt erzielt wurde. Nach zwei weiteren Saisons in der höchsten Spielklasse mussten die Blumenthaler den Weg zurück in die Verbandsliga antreten und wollen dort in der Saison 2022/23 den direkten Wiederaufstieg realisieren.

## Sportanlagen

### Burgwall-Stadion

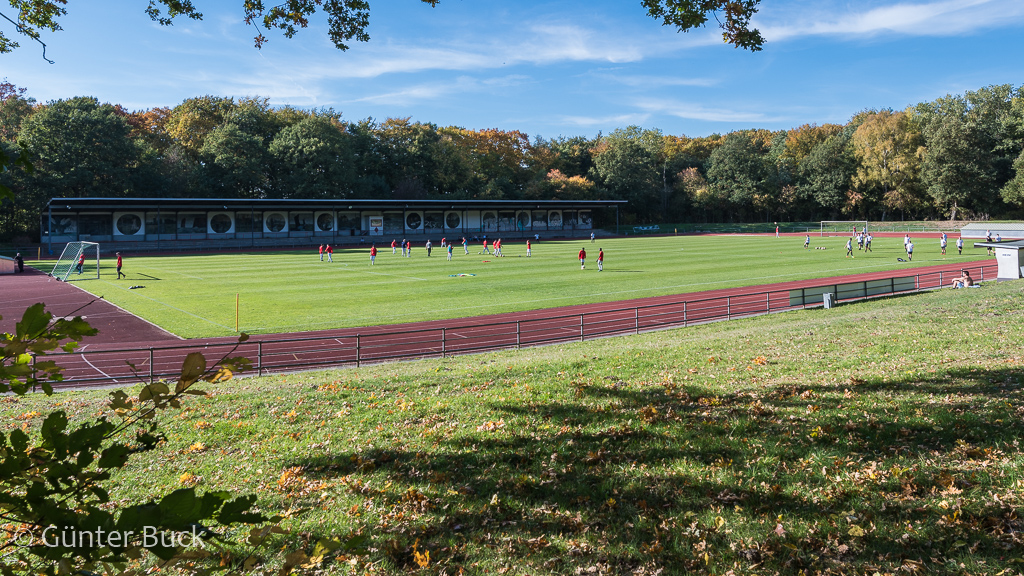
Die Heimspielstätte, das Burgwall-Stadion

Die Hauptspiel- und Trainingsstätte ist die Bezirkssportanlage am Burgwall, mit dem 5.000 Zuschauer fassenden Stadion sowie seinen drei Plätzen und einer Halle. Seit dem Eröffnungsspiel gegen den SV Werder Bremen, am 9. September 1951, tragen die Blumenthaler hier regelmäßig ihre Heimspiele aus.
Im Jahr 2022 stellte der Blumenthaler SV das Konzept für eine Sportpark am Burgwall vor, dieser umfasste unter anderem die umfangreiche Sanierung der in die Jahre gekommenen Bezirkssportanlage inklusive der baufälligen Halle, außerdem sollen Anlagen für Sportarten wie Leichtathletik, Volleyball, Fußball, Fitness, Streetball, Fußballtennis oder auch Padeltennis möglich gemacht werden. Zusätzlich soll eine Streetballanlage, ein Soccercage und eine Padeltennisanlage sowie Calisthenics-Anlage entstehen. Außerdem soll eine energetische Autarkie der gesamten Sportanlage sichergestellt werden. Auch in der Vergangenheit gab es unter anderem durch den damaligen Ortsamtsleiter Peter Nowack die Bestrebung, am Burgwall-Stadion Regionalliga-taugliche Bedingungen zu schaffen, um für Bremen-Nord ein sportliches Aushängeschild zu schaffen. Da am Burgwall Infrastrukturell bereits die besseren Grundvoraussetzungen herrschten, wurde diese Initiative auch öffentlich durch die SG Aumund-Vegesack unterstützt.

#### Verkehr
Das Burgwall-Stadion liegt in direkter nähe des Verkehrsknotenpunktes Bahnhof Bremen-Blumenthal, welcher durch die S-Bahn Linie RS1 sowie die Buslinien 90, 91, 92, 94, 95 und 96 der BSAG erreichbar ist. Außerdem liegt es direkt an der Autobahn A270 in der Nähe der Ausfahrt 2 (Bremen-Lüssum) und der Ausfahrt 3 (Bremen-Blumenthal).

### Bewegungs- und Leistungszentrum am Bockhorner Weg
Aufgrund der hochfrequentierten Nutzung der Trainingsanlagen am Burgwall mietet der Blumenthaler SV auch den „Sportplatz am Bockhorner Weg“, welcher über einen Rasen- und einen Grandplatz verfügt. Lediglich der Grandplatz verfügt hier über eine Flutlichtanlage. Hier trainieren vorwiegend die erste Herren-Mannschaft sowie die A- und B-Jugend. Seit dem 1. Januar 2025 ist der Blumenthaler SV Pächter der Anlage und will sie zu einem Bewegungs- und Leistungszentrum ausbauen um neue Angebote für den Breiten- und Leistungssport schaffen. Für die B-Junioren Bundesliga und DFB-Nachwuchsliga ist der Sportplatz am Bockhorner Weg als Ausweichplatz für das Burgwall-Stadion gemeldet.
Das Bewegungs- und Leistungszentrum ist über die Bushaltestelle „Bockhorner Weg“ an welchem die Buslinie 94 der BSAG verkehrt zu erreichen. Außerdem liegt er in nächster Nähe der Ausfahrt 2 (Bremen-Lüssum) der Autobahn A270.

## Persönlichkeiten

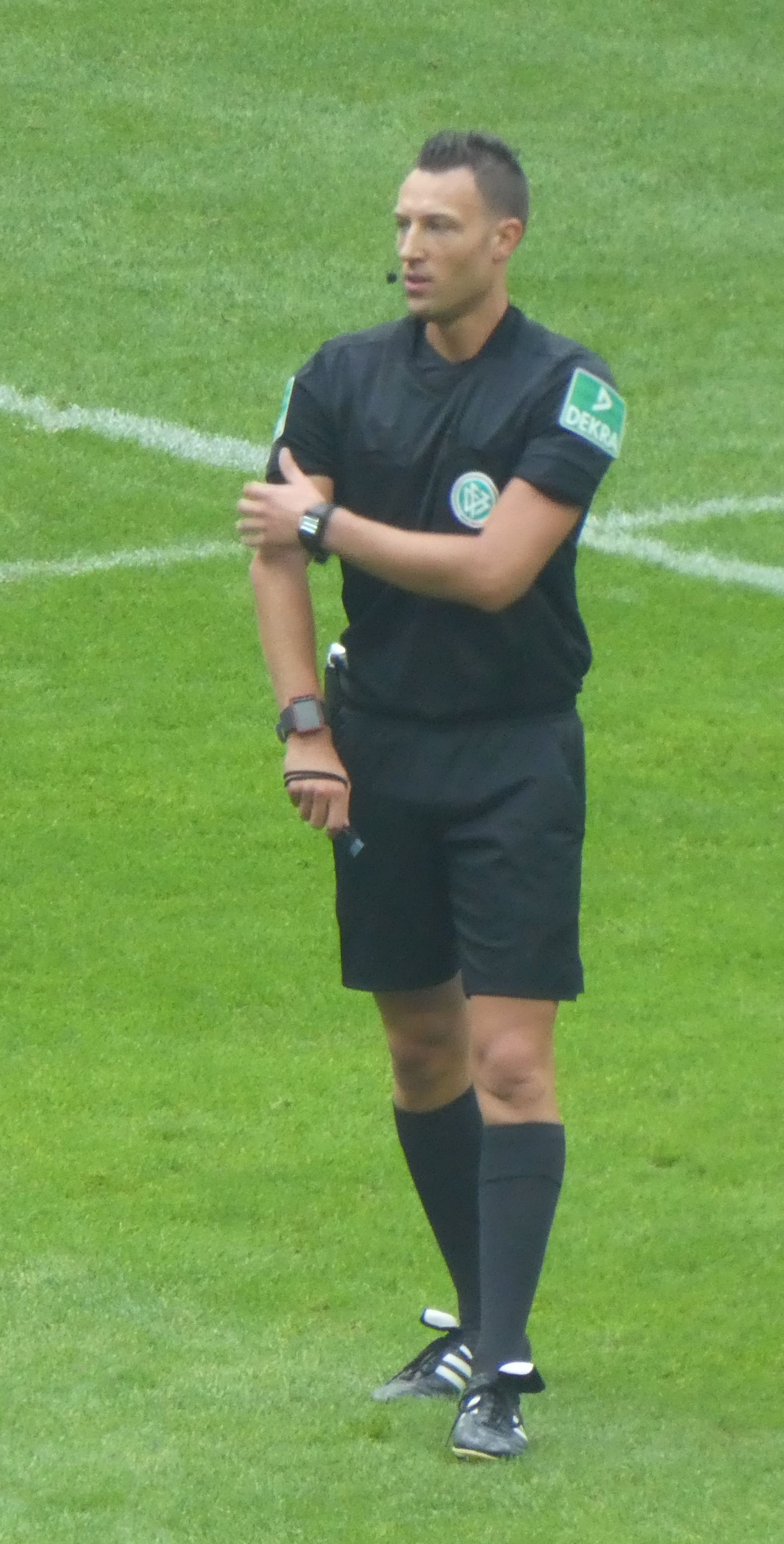
Leitet seine Spiele für den Blumenthaler SV - FIFA-Schiedsrichter Sven Jablonski

Der Blumenthaler SV hat aufgrund seiner Tradition in Bremen-Nord und Blumenthal einige Prominente Anhänger und Mitglieder, so ist zum Beispiel der Schiedsrichter Sven Jablonski, welcher seit der Saison 2017/18 Spiele der Fußball-Bundesliga leitet und seit dem 15. Dezember 2021 FIFA-Schiedsrichter ist, Mitglied im Blumenthaler SV und leitet seine Spiele für diesen. Christian Stoll, ehemaliger Stadionsprecher des SV Werder Bremen, ist so ebenfalls langjähriges Vereinsmitglied des Blumenthaler SV. Weitere bekannte Namen sind unter anderem der des ehemaligen Trainers Horst Blankenburgs, welcher in seiner Zeit als Profi für den 1. FC Nürnberg und TSV 1860 München auflief. Auch Nationalspieler Erich Hänel, nahm auf der Trainerbank des Blumenthaler SV platz. Dieter Schiller Profi des FC St. Pauli gehörte als Spieler ebenfalls dem Blumenthaler SV an.

## Deutscher Altherren-Supercup
Am 10. und 11. Juni 2022 richtete der Blumenthaler SV den 16. Deutschen Altherren-Supercup Ü32 am heimischen Burgwall sowie auf den Bremer Sportanlagen in Lüssum, Marßel und Osterholz-Tenever aus.  Schirmherr des 16. Deutschen Altherren-Supercups Ü32 mit 64 teilnehmenden Mannschaften war der Präsident des Bremer Senats, Andreas Bovenschulte.
Der Weser-Kurier berichtete, dass Gäste aus allen Teilen des Landes voll des Lobes waren. Es sei ein rundum gelungenes Fußballfest gewesen, lautete das allgemeine Urteil über den für Fußball, Party und Charity stehenden 16. Deutschen Altherren-Supercup für Ü32-Mannschaften, der federführend vom Blumenthaler SV ausgerichtet wurde. Großes Kino, ein riesen Erlebnis und nur positive Eindrücke urteilten Mannschaften gegenüber dem Weser-Kurier. Insgesamt sollen durch das Turnier über 4.500 Übernachtungen in Hotels in Bremen und der Umgebung stattgefunden haben.

## Weitere Mannschaften

### Frauenmannschaften
Der Blumenthaler SV unterhält zwei Frauenmannschaften, ein Großfeld- und ein Kleinfeldteam. Während die 1. Damen zur Saison 2019/20 den Wiederaufstieg in die Bremer Verbandsliga feierten, wurden die 2. Damen im Sommer 2020 als 7er-Mannschaft neu gegründet und spielen seitdem in der Kreisliga Bremen.
Die Kapitänin der 1. Damen, Melanie Rethmeyer, wurde im Rahmen des „LOTTO-Masters um den Sparkasse Bremen-Cup“ bei der Wahl zur Bremer Amateurfußballerin des Jahres 2019 als Drittplatzierte ausgezeichnet.

### Seniorenfußball
2012 gewann die Ü-32-Altherren-Mannschaft in Neuler den 7. Deutschen Altherren-Supercup, die inoffizielle deutsche Meisterschaft. 2013 wurde die Titelverteidigung in Neubrandenburg beim 8. Deutschen Altherren-Supercup nur knapp verpasst, das Endspiel wurde im Elfmeterschießen mit 4:5 gegen den VfB Lübeck verloren. Die Ü32 ist auf Platz vier der ewigen Tabelle des Deutschen Altherren-Supercups.
In der Saison 2022/23 spielt die Ü32 in der höchsten Bremer Spielklasse der 1. Kreisklasse (Bremen-Stadt), zusätzlich unterhält der Blumenthaler SV eine Ü-40 in der 1. Kreisklasse (Bremen-Stadt) und eine Ü50 in der 2. Kreisklasse.

### Futsal
Im Futsal trägt der Blumenthaler SV seine Heimspiele in der heimischen Burgwall-Halle aus. Vor allem in den Junioren Ligen konnte die Blumenthaler Nachwuchsmannschaften immer wieder erfolgreich sein, aber auch bei der Norddeutschen Meisterschaft und der DFB Futsal-Meisterschaft konnten die Blumenthaler auf sich aufmerksam machen.

#### Herren
In der Saison 2022/23 nimmt der Blumenthaler SV das erste Mal an der Herren BFV-Futsal-Liga (Verbandsliga) teil.

#### A-Jugend
Die A-Jugend des Blumenthaler SV wurde in der Saison 2017/18 Norddeutscher Meister im Futsal, im Finale um die Meisterschaft konnte man sich gegen VfV Borussia Hildesheim durchsetzten. Im Halbfinale der deutschen Meisterschaft verlor man gegen den späteren deutschen Meister knapp im Siebenmeterschießen.

#### B-Junioren
In der Saison 2023/24 nahmen die Blumenthaler B-Junioren an der Futsal-Landesmeisterschaft teil und konnten dort ungefährdet den ersten Platz erreichen. Bei der Norddeutschen Meisterschaft, welche in der CU-Arena in Hamburg stattfand, wurde man in Gruppe B punktgleich mit dem Ersten Zweiter und erreichte das Halbfinale. Durch eine Niederlage im Halbfinale ging es für die Blumenthaler in das Spiel um Platz 3, in welchem man erneut auf den Gruppen Gegner JFV Lüneburg traf, im Siebenmeterschießen konnte man sich hier jedoch für die knappe 1:2-Niederlage in der Gruppenphase revanchieren.

#### C-Jugend
Die C-Jugend des Blumenthaler SV konnte die Premieren Saison im Jahr 2018/19 in der Bremer Futsal-Liga der C-Junioren für sich entscheiden, die Folgesaison wurde zwar aufgrund der Covid-19-Pandemie nicht beendet werden und das letzte Spiel gegen den Tabellenzweiten konnte nicht mehr stattfinden, jedoch stand man mit drei Punkten und einem deutlich besseren Torverhältnis auf dem ersten Platz. In der Saison 2022/23 findet kein Ligabetrieb in der C-Jugend im Bremer-Fußball Verband statt.

#### D-Jugend
In der D-Jugend konnte die Premierensaison in der Futsal-Liga der D-Jugend im Bremer-Fußball Verband aufgrund der Covid-19-Pandemie nicht beendet werden, am Ende waren noch zwei Spieltage offen und man stand Fünf Punkte hinter dem Tabellenersten. In der Saison 2022/23 nimmt man wieder am Futsal-Ligabetrieb mit Drei Mannschaften teil.

## Dokumentationen
- Die Burgwall Boys: Bremens Underdogs träumen vom Profifußball
- Angriff auf den Amateurfußball: Die Gier der Wettindustrie